# Fiume Manduvirà
Il Manduvirà (in spagnolo Río Manduvirá; in guaranì Ysyry Manduvira) è un fiume paraguaiano, affluente del fiume Paraguay. Il corso d'acqua ha una portata media di 136 m³/s e un bacino idrografico di 9401 km². Il Manduvirà è un fiume navigabile e caratterizzato dall'avere un percorso estremamente serpeggiante.